# Río de las Ceibas (Neiva)
Río de las Ceibas es un corregimiento en el este del municipio de Neiva. Limita al norte con el corregimiento de Fortalecillas y el corregimiento de Vegalarga, al este con el Departamento de Caquetá, al sur con el corregimiento del Caguán, y al oeste con la Comuna 10, la Comuna 8, la Comuna 7 y la Comuna 6 del cabecera municipal. El corregimiento que debe su nombre al Río Las Ceibas, su cuenca es protegida por la Corporación Autónoma Regional del Alto Magdalena debido a la deforestación que causa avalanchas que llegan a la bocatoma que provee de agua al acueducto de Neiva.

## Veredas
El corregimiento Río de las Ceibas se divide en 8 veredas:
| Vereda        | Sector        |
| ------------- | ------------- |
| Motilón       | Alto Motilón  |
| La Plata      | Tuquila       |
| Pueblo Nuevo  | Las Nubes     |
| San Miguel    | Canoas        |
| San Miguel    | Primavera     |
| Santa Helena  | El Vergel     |
| Santa Helena  | Los Cauchos   |
| Santa Helena  | Floragaita    |
| Ceibas Afuera | El Centro     |
| Ceibas Afuera | Santa Bárbara |
| Palestina     | Los Alpes     |
| Platanillal   |               |